# 大路村駅
大路村駅（だいろそんえき、中文表記: 大路村站、英文表記: Dalucun station）は、中華人民共和国湖南省長沙市長沙県にある長沙地下鉄6号線の駅である。

## 駅周辺
- 長沙科技工程学校
- 蛟龍水庫